# Cidariophanes joya
Cidariophanes joya är en fjärilsart som beskrevs av Paul Dognin 1898. Cidariophanes joya ingår i släktet Cidariophanes och familjen mätare. Inga underarter finns listade i Catalogue of Life.